# Thunder Force (computerspelserie)
Thunder Force is een shoot 'em up computerspelserie die werd ontwikkeld door Technosoft en uitgegeven door Sega. De spelserie wordt erkend om haar specifieke gameplay, graphics en muziek.

## Geschiedenis
Het eerste spel in de serie, Thunder Force, kwam uit in 1983 op diverse Japanse homecomputers, zoals de Sharp X1, NEC PC-8801 en Fujitsu FM-7. Vanaf Thunder Force II verschenen er drie titels voor de Sega Mega Drive, waarop het voornamelijk populariteit verkreeg. In 1991 werd Thunder Spirits uitgebracht voor de SNES. Dit was een port van de arcadeversie die onder een andere titel werd uitgebracht.
In 1996 verschenen twee verzamelspellen voor de Sega Saturn met daarop voorgaande speltitels. Een jaar later verscheen Thunder Force V voor de Saturn. In 1998 kwam Thunder Force V: Perfect System uit voor de PlayStation, een port van de Saturn-versie.
Tien jaar later, in 2008, kwam Thunder Force VI uit voor de PlayStation 2.

## Gameplay
De eerste spellen in de serie hebben zowel multi-directioneel alsmede zijwaarts scrollende velden, vergelijkbaar met de R-Type en Nemesis-spellen. Vanaf deel III is het vogelperspectief weggelaten.
Een bijzonder speels kenmerk is het feit dat het ruimteschip van de speler meerdere wapensystemen tegelijk bevat, waartussen vrij kan worden gekozen. Bovendien worden deze wapens ook afzonderlijk opgewaardeerd. Verder is het ook opmerkelijk dat de speler de snelheid van zijn ruimteschip op elk moment in vier stappen kan variëren.

## Spellen in de serie
| Jaar | Titel                           | Platform           | Opmerking                     |
| ---- | ------------------------------- | ------------------ | ----------------------------- |
| 1983 | Thunder Force                   | PC-88, X1, FM-7    |                               |
| 1988 | Thunder Force II                | X68000, Mega Drive |                               |
| 1990 | Thunder Force III               | Mega Drive, arcade |                               |
| 1991 | Thunder Spirits                 | SNES               | port van arcadeversie         |
| 1992 | Thunder Force IV                | Mega Drive         |                               |
| 1996 | Thunder Force Gold Pack 1 & 2   | Saturn             | verzamelpakket met TF2 en TF3 |
| 1997 | Thunder Force V                 | Saturn             |                               |
| 1998 | Thunder Force V: Perfect System | PlayStation        | port van TF5                  |
| 2008 | Thunder Force VI                | PlayStation 2      |                               |